# Saturo Gregorio Fernando López García
Saturo Gregorio Fernando López García (Las Arenas de Guecho, Vizcaya, 15 de noviembre de 1924 – Barcelona, 21 de mayo de 2008) fue un pintor y dibujante español.

## Biografía
Saturo Gregorio Fernando López García nació en Las Arenas de Guecho, provincia de Vizcaya, el 15 de noviembre de 1924. Desde muy joven, mostró grandes dotes para la pintura y el dibujo. En 1934, se trasladó junto a su familia a la ciudad de La Coruña donde pasó toda su adolescencia. Allí comenzó a desarrollar estudios artísticos que luego continuó realizando en Barcelona (Escuela Superior de Bellas Artes de San Jorge) y París (Académie de la Grande Chaumière). En el año 1942 se trasladó a Barcelona donde inició su formación académica en la Escuela Superior de Bellas Artes de San Jorge, graduándose con el título de Profesor de Pintura y Dibujo en el año 1947. Unos años más tarde, obtuvo el título de Pedagogía en la misma institución y realizó un estudio de grabado en la Escuela Industrial. Estando ya radicado en Barcelona, comenzó su carrera como profesor de expresión gráfica en la Facultad de Bellas Artes y en la Escuela Massana. En esta última institución, se desempeñó como docente a lo largo de 30 años. 
Durante las tres décadas que ejerció como profesor de expresión gráfica, ha desempeñado diversas tareas y cargos docentes. Desde el año 1947 hasta 1959, dictó clases en la Academia Tárrega de Barcelona. Asimismo, ejerció el rol de docente en los cursos de preparación de ingreso en la Escuela de Arquitectura y Bellas Artes (Dibujo y Pintura). Durante este período, integró el gabinete didáctico de la Escuela Massana como miembro fundador. Allí se encargó de confeccionar planes originales de estudios en educación visual, vinculando el dibujo idóneo para las especialidades de cerámica, joyería y platería, grabado en metal, pintura y escultura.
A finales de la década del 60, comenzó a dirigir cursos de verano de dibujo y pintura en la 
Escuela Massana para más adelante ocupar el cargo de Colaborador y Delegado de Dibujo hasta el año 1977. También se desempeñó como docente en el Colegio San Ignacio de Sarriá de Barcelona desde 1961 hasta 1989. Debido a su destacada trayectoria, el claustro de la Facultad de Bellas Artes de la Universidad de Barcelona lo designó profesor de Prácticas de Morfología en el año 1978. 
En lo que respecta a su obra artística, se ha destacado por una importante colección de dibujos y pinturas, muchas de las cuales se encuentran en posesión de prestigiosos museos europeos. Ha sido ilustrador de diversas publicaciones en la revista Destino de Barcelona, Alborada y Rumbos de Puerto Rico, entre otras. Asimismo, ha desarrollado diferentes murales de tipo decorativo para interiores y vestíbulos de importantes edificios en la ciudad de Barcelona.
Falleció en Barcelona en el año 2008, a la edad de 83 años. Su importante legado como artista ha sido preservado y divulgado por su esposa Fina Álvarez Caguana y su hija Begoña López Álvarez.

## Estilo de su Obra
En 1942 empezó a dar a conocer su obra en la ciudad de Barcelona, donde tomó parte en exposiciones del Real Círculo Artístico, la III Bienal Hispanoamericana de Arte de 1955, entre otros. También expuso sus obras en diversas ciudades como Sitges, Zúrich, París, Budapest y Caracas. El estilo de su arte tiene el punto de partida en un aprendizaje riguroso de los resortes del oficio y del bagaje de la pintura tradicional. Sin embargo, hacia 1963 realizó un cambio gradual en su estilo que coincidió con el punto álgido de la pintura abstracta en el arte europeo. Ello no supuso una ruptura ni una renuncia repentina con su obra anterior, si bien esta derivó hacia una temática descrita por el propio autor como interpretaciones cromáticas del entorno con un lenguaje que absorbió rasgos del expresionismo y de la abstracción lírica. El Museo de Arte Moderno de Bilbao y el de Bellas Artes de Budapest poseen varias obras suyas.

## Obras
Obras propias en museos: 	
- Nacional de Bellas Artes, Budapest[2]
- Bellas Artes, Bilbao
- Sala de Juntas de la Cancillería del Estado de Neuchâtel, Suiza
- Facultad de Bellas Artes, Barcelona

Obras propias en colecciones particulares:
- Biosca Vancells, Madrid
- Orellana Pizarro, Barcelona
- Carrascal, Madrid
- Leon Lane, Nueva York
- Zanguitu, Bilbao
- Amils Arnal, Barcelona
- Xavier Flores, Ginebra
- Villató, París

## Exposiciones (Individuales y Colectivas)
- 1937  La Coruña: "Liceo de Oza"
- 1938  La Coruña: Exposición de Obras en la Escuela Municipal de Artes y Oficios
- 1939  La Coruña: Exposición en la Sala “Roel”
- 1942  Barcelona: Real Círculo Artístico
- 1953  Barcelona: Exposición en Sitges y Sala “Gustavo”
- 1955  Barcelona: Exposición en la III Bienal Hispanoamericana de Arte
- 1963  Zúrich:	Exposición en la Sala "15 Cardenstrasse"
- 1965  París: Exposición en el "Congreso Internacional de Grabadores Exlibristas" / Barcelona:   Exposición en la "Galería Jardi", Pedralbes
- 1977  Tarrasa: Exposición en la "Galería Soler Casamada" / Budapest: Exposición de Pintura Contemporánea en el Museo de Bellas Artes
- 1978  Caracas: Exposición en la "André Galerie".

## Publicaciones
- 1937	El Ideal Gallego / El Faro de Vigo
- 1953	Informaciones / El Faro de Vigo
- 1955	El Eco de Sitges / Progreso de Orense / Hoja del Lunes de Orense
- 1957  Diario de Barcelona / La Vanguardia Española
- 1959	Destino (Revista)
- 1973	Diario Montañés de Santander / Radio Santander / La Gaceta del Norte / Radio Bilbao
- 1975	La Gaceta del Arte
- 1976  Anuario del Arte Español
- 1977	La Gaceta del Norte
- 1978	El Nacional (Caracas) / El Universal (Caracas) / El Mundo (Caracas) /   Arte Quincenal / Televisión Venezolana, Canal Nacional

## Premios y distinciones
- Premio Extraordinario de Dibujo del "Liceo de Oza", La Coruña (1937).
- Premio Extraordinario de Dibujo (por oposición) de la Escuela Municipal de Artes Aplicadas de La Coruña (1938).
- Premio Extraordinario de Dibujo (por oposición) en la escuela citada (1939).
- Subvención del Gobierno Civil de Barcelona como alumno destacado de la Escuela de Bellas Artes, Barcelona (1945).
- Bolsa de Viaje (por concurso-oposición) de Fundación Amigó Cuyàs, bajo el patrocinio del rector de la Universidad de Barcelona, para Estudios del Arte Español (1947).
- Es nombrado Profesor de la "Academia Tárrega" en honor a sus merecimientos (1948).
- Boursier du Gouvernement Français, París (1958).
- Boursier du Gouvernement Français y del Ayuntamiento de Barcelona para Estudios y Conocimiento del Arte en París y en Bruselas (1960). (París: Estudios con Ives Brayer en la Académie de la Grande Chaumiere).